# Château de Freienwalde
Le château de Freienwalde (Schloß Freienwalde) est un petit château néoclassique situé à Bad Freienwalde dans le Brandebourg (Allemagne) qui fut acquis par Walther Rathenau en 1909. Il se visite.

## Histoire
Le château a été construit en 1798-1799 d'après les plans de David Gilly pour la reine douairière Frédérique-Louise de Prusse (1751-1805) qui n'en profita que quelques années et qui lui servit de résidence d'été. Après sa mort, la famille de Prusse laissa le château tomber dans l'oubli. Toutefois elle commanda à Peter Joseph Lenné de transformer le jardin en parc à l'anglaise.
Walter Rathenau acheta le château en 1909 et le restaura, sans en altérer la ligne. Ses héritiers, après son assassinat en 1922, le vendirent à l'arrondissement du Haut-Barnim à la condition qu'il perpétuât la mémoire de Rathenau.
Le château a été rénové en 1991. Une association organise régulièrement des événements et des séminaires consacrés à Rathenau. On trouve dans le parc un petit théâtre royal et un pavillon de thé, où l'on donne régulièrement des concerts et des pièces de théâtre.